# Huckea
Huckea is een geslacht van uitgestorven kreeftachtigen uit de klasse van de Ostracoda (mosselkreeftjes).

## Soort
- Huckea huckea Schallreuter, 1964 †